# Syrna (Arcadia)
Syrna  este o localitate în Grecia în Prefectura Arcadia.